# Блантон, Дейн
Дейн Блантон (англ. Dain Blanton; родился 28 ноября 1971 года в Лагуна-Бич, Калифорния) ― американский игрок в пляжный волейбол, завоевавший золотую медаль по пляжному волейболу на Олимпийских играх 2000 года, вместе с партнёром Эриком Фоноймоана. Он также принимал участие в Олимпийских играх 2004 года в Афинах, с партнёром Джеффом Найгардом, став первым двукратным олимпийцем мужской сборной США по пляжному  волейболу.

## Карьера
Блантон есть один из немногих игроков в истории волейбола, который одерживал победы на каждом игровом уровне (университетском, олимпийском и профессиональном).
После окончании школы в 1990 в году, Блантон был назван игроком года Оранж каунти, самым ценным игроком Лиги Тихоокеанского побережья и получил все американские награды на юношеской Олимпиаде.
Учился в университете Пеппердайна, где выступал  на национальном Чемпионате по волейболу в 1992 году как студент-второкурсник.
Завоевав золото на Олимпийских играх 2000, Блантон и Фоноймоана перестали быть партнерами из-за изменения в правилах, которые вступили в силу в 2001 году. Высота игрока стала решающим фактором, потому что новые правила предоставили преимущество для высоких блокировщиков у сетки.
В настоящее время Блантон является аналитиком мирового профессионального пляжного волейбола, охватывающих ФИВБ (Международная федерация волейбола), АВП, НВЛ (Национальная Лига по волейболу. За свою карьеру в спортивном вещании он работал с каналами ABC, NBC, ESPN, комментировал спортивные состязания Fox Sports Net и универсальные спортивные новости. Интересы Блантона охватывают многие виды спорта: НБА, пляжный волейбол, МЛБ, баскетбол и футбол. Он также является мотивационным оратором
Дейн занял второе место после Эндрю Файрстоуна в третьем сезоне реалити-шоу «Холостяк» канала ABC.